# DMPU
DMPU of 1,3-dimethyl-3,4,5,6-tetrahydro-2(1H)-pyrimidinon is een organische verbinding met als brutoformule C6H12N2O. De stof komt voor als een kleurloze heldere hygroscopische vloeistof, die mengbaar is met water. De structuur en eigenschappen zijn analoog aan die van het oplosmiddel 1,3-dimethyl-2-imidazolidinon.

## Toepassingen
DMPU wordt gebruikt als polair aprotisch oplosmiddel met een hoog kookpunt. Dit is interessant voor bepaalde toepassingen in de organische synthese. Het is in staat om zowel organische als anorganische verbindingen op te lossen. DMPU kan gebruikt worden als vervanging van het veel toxischer hexamethylfosfortriamide.